# علی اسماعیلی (بازیکن فوتبال)
علی اسماعیلی (زادهٔ ۱۹ دسامبر ۱۹۹۶) بازیکن فوتبال اهل ایران است.
از باشگاه‌هایی که در آن بازی کرده‌است می‌توان به باشگاه فوتبال تراکتورسازی تبریز اشاره کرد.
وی همچنین در تیم ملی فوتبال جوانان ایران بازی کرده‌است.